# Les Prisonniers (Maupassant)
Pour les articles homonymes, voir Les Prisonniers.
Les Prisonniers est une nouvelle de Guy de Maupassant, parue en 1884.

## Historique
Les Prisonniers est une nouvelle initialement publiée dans le quotidien Gil Blas du 30 décembre 1884, puis reprise dans le recueil Toine.

## Résumé
Pendant la guerre franco-allemande de 1870, près de Rethel, Berthine, la fille du garde forestier Nicolas Pichon, fait prisonnier six Allemands (prussiens).

## Éditions
- 1884 - Les Prisonniers, dans Gil Blas
- 1886 - Les Prisonniers, dans Toine aux éditions Marpon-Flammarion, coll. Bibliothèque illustrée.
- 1979 - Les Prisonniers, dans Maupassant, Contes et Nouvelles, tome II, texte établi et annoté par Louis Forestier, éditions Gallimard, Bibliothèque de la Pléiade.